# مهرجان كان السينمائي 1957
مهرجان كان السينمائي لعام 1957 هو الدورة العاشرة للمهرجان عُقد في 3 إلى 16مايو من عام 1957، حصل فيلم «إقناع ودي» للمخرج الأمريكي ويليام وايلر على السعفة الذهبية للمهرجان.